# منتخب هولندا لكرة القاعدة
منتخب هولندا الوطني لكرة القاعدة هو الفريق الذي يمثل هولندا في المنافسات الدولية لرياضة كرة القاعدة يعتبر من أقوى منتخبات العالم في هذه الرياضة حيث تمكن من احتلال مركز الوصيف بكأس العالم لكرة القاعدة مرتين كما تمكن من الفوز ببطولة أوروبا لكرة القاعدة 21 مرة ويحتل حالياً المركز الخامس في التصنيف العالمي لمنتخبات كرة القاعدة الوطنية  ويقوم إتحاد هولندا لكرة القاعدة بإدارة شؤونه.